# Intrax
Intrax（イントラックス、International Training and Exchange）とは、アメリカ合衆国カリフォルニア州サンフランシスコに本部を置く、国際教育交流機関である。。
1980年、ジョン・ウィルヘルムと横田剛が Intrax を設立。当初はホームステイのプログラムを行っていた。

## サービス提供国
これまでサービスを提供してきた国々は多岐にわたり、その数は100を超える。
北米
カナダ、アメリカ
中南米
アルゼンチン、ベリーズ、ボリビア、ブラジル、チリ、コロンビア、コスタリカ、エクアドル、グアテマラ、ジャマイカ、メキシコ、パナマ、パラグアイ、ペルー、スリナム、ウルグアイ、ベネズエラ
欧州
オーストリア、ベルギー、ブルガリア、クロアチア、チェコ、デンマーク、エストニア、フィンランド、フランス、ドイツ、ギリシャ、ハンガリー、アイスランド、アイルランド、イタリア、コソボ、ラトビア、リトアニア、ルクセンブルク、マケドニア、モルドバ、オランダ、ノルウェー、ポーランド、ポルトガル、ルーマニア、ロシア、セルビア、スロバキア、スペイン、スウェーデン、スイス、ウクライナ、イギリス
アジア
アルメニア、アゼルバイジャン、バーレーン、バングラデシュ、中国、グルジア、インド、インドネシア、イスラエル、日本、ヨルダン、カザフスタン、韓国、クウェート、キルギス、ラオス、レバノン、マカオ、マレーシア、モンゴル、ネパール、オマーン、パキスタン、フィリピン、カタール、サウジアラビア、シンガポール、スリランカ、台湾、タジキスタン、タイ、トルコ、トルクメニスタン、ベトナム、イエメン
オセアニア
オーストラリア、ニュージーランド
アフリカ
アルジェリア、カメルーン、エジプト、ガーナ、リベリア、マリ、モロッコ、ナイジェリア、セネガル、南アフリカ、チュニジア、ウガンダ、ジンバブエ